# Austroraptus praecox
Austroraptus praecox is een zeespin uit de familie Ammotheidae. De soort behoort tot het geslacht Austroraptus. Austroraptus praecox werd in 1915 voor het eerst wetenschappelijk beschreven door Calman. 